# 基辅市长
基辅市长（羅馬化：Kyivskyi miskyi holova），是由經民众投票选出的烏克蘭基輔的最高官員，市長同時擔任基辅市国家管理局负责人和基辅市议会主席。每屆任期四年。